# Macromia holthuisi
Macromia holthuisi là loài chuồn chuồn trong họ Macromiidae. Loài này được Kalkman mô tả khoa học đầu tiên năm 2008.